# Ruderhofspitze
De Ruderhofspitze is een 3474 meter hoge bergtop in de Stubaier Alpen in het Oostenrijkse Tirol. Het is de op drie na hoogste berg van de Stubaier Alpen.
De Ruderhofspitze, die beklommen kan worden vanuit Neustift im Stubaital, werd voor het eerst beklommen op 30 augustus 1864 door het kwartet Karl Baedeker junior, Pankraz Gleinser, Alois Tanzer en Anton von Ruthner.